# Tinción de Perls

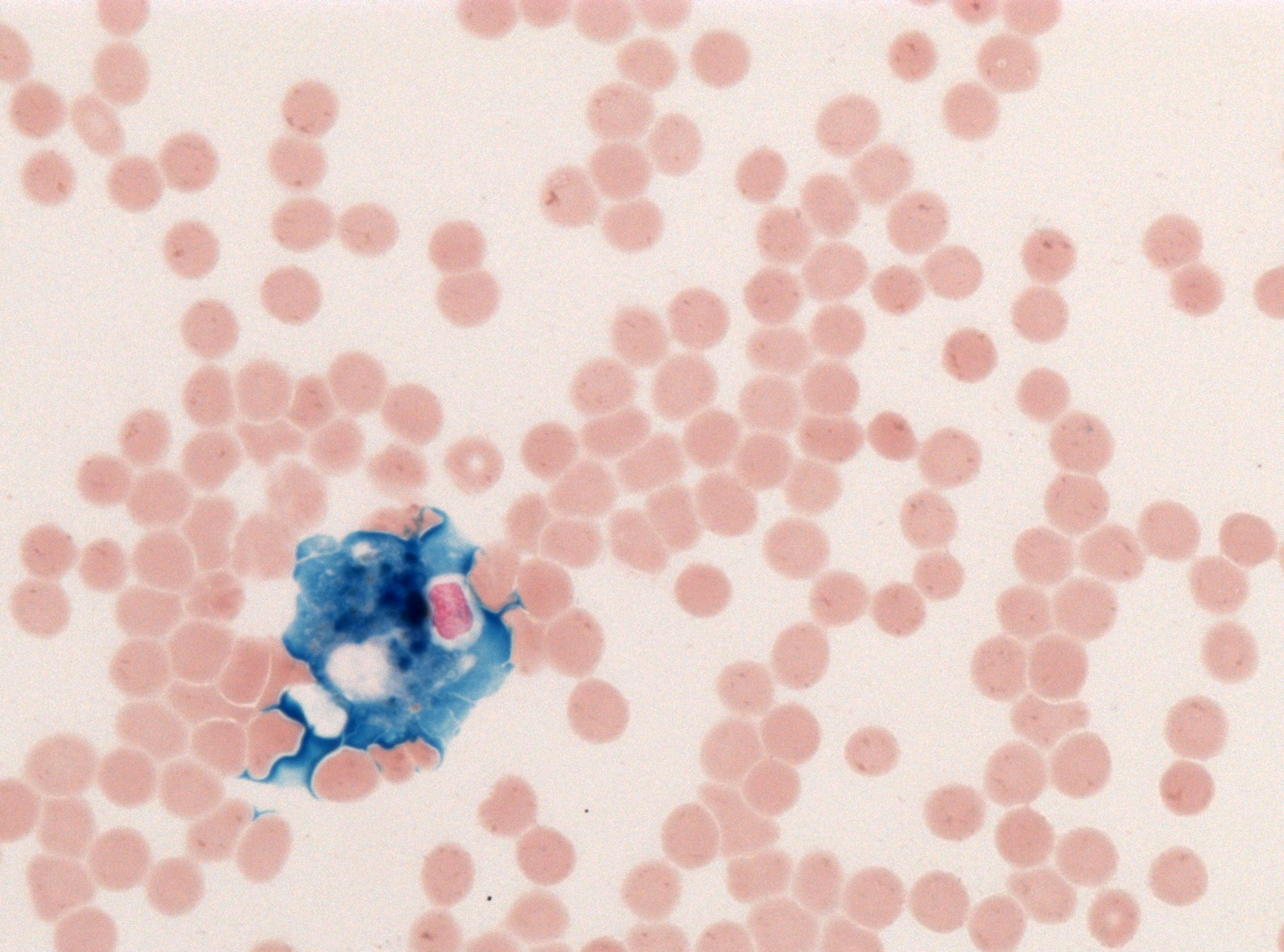
Muestra de líquido cefalorraquídeo teñida con azul de Prusia de Perls mostrando macrófagos que contienen hierro (teñidos de azul) rodeados de eritrocitos (teñidos de rojo)

En histología, histopatología y patología clínica, el método del azul de Prusia de Perls,  tinción de azul de Prusia de Perls, o más simplemente tinción de Perls es un método comúnmente utilizado para detectar la presencia de hierro en muestras de tejidos o células.  El nombre azul de Prusia de Perls deriva del patólogo alemán Max Perls (1843–1881), quien describió la técnica en 1867. El método no implica la aplicación de un tinte, sino que produce el pigmento azul de Prusia directamente en el interior del tejido. Este método tiñe principalmente hierro en estado férrico, como el que se encuentra en la ferritina y hemosiderina, y no al hierro en estado ferroso.

## Utilización

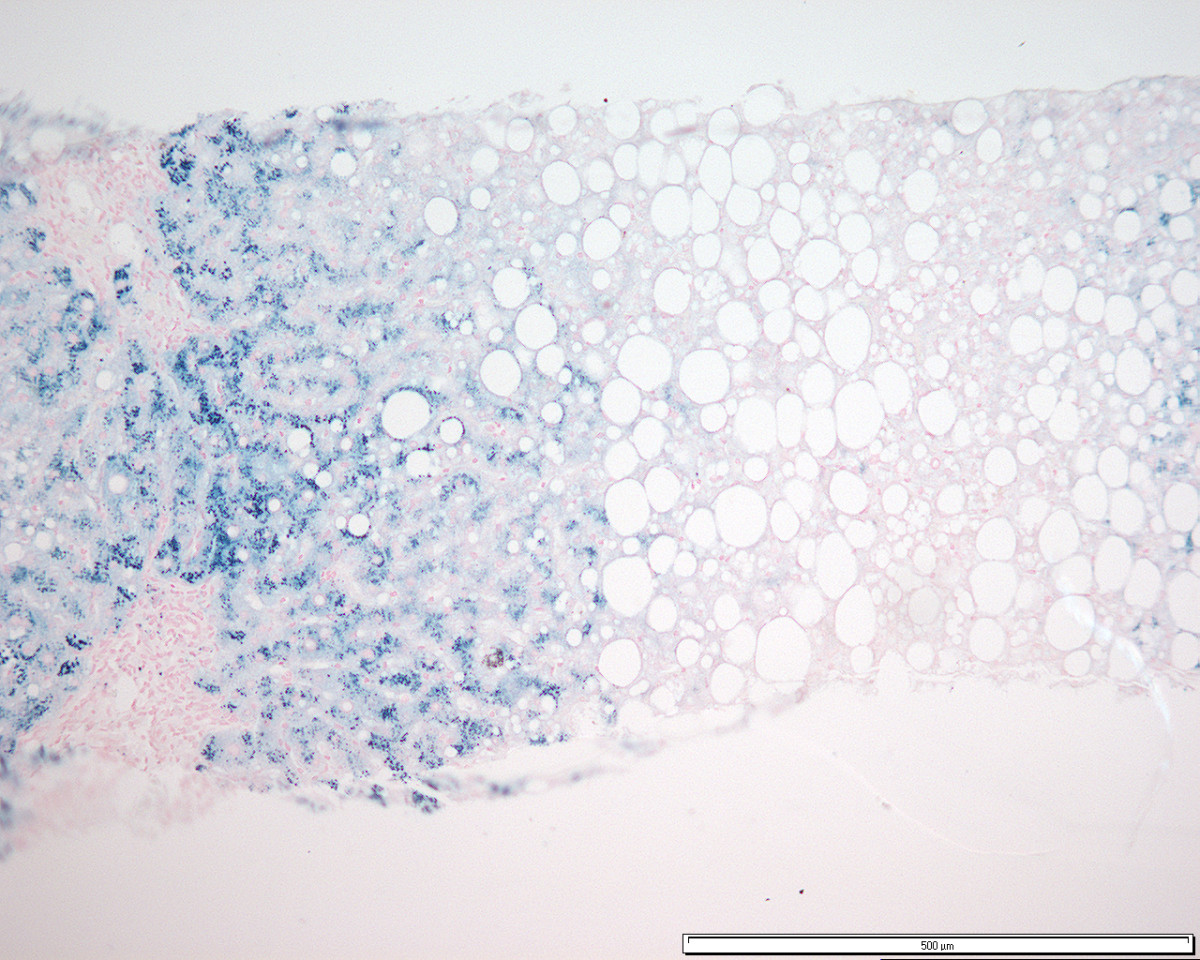
Corte histológico de hígado teñido con azul de Prusia de Perls, que muestra acumulaciones de hierro (azul) compatibles con hemocromatosis genética homocigota

El método de Perls se utiliza para demostrar hierro "no hemo " en diferentes tejidos, tales como el que se encuentra en la ferritina y la hemosiderina, ya que el procedimiento no tiñe el hierro que se une a la porfirina formando el grupo hemo como el que se encuentra en la hemoglobina y la mioglobina. La tinción es una tinción histoquímica importante que se utiliza para demostrar la distribución y la cantidad de depósitos de hierro en el tejido hepático, a menudo en forma de biopsia. El procedimiento de Perls se puede utilizar para identificar depósitos por sobrecarga de hierro, como los que se producen por depósito de hemosiderina (hemosiderosis), y en condiciones como la hemocromatosis hereditaria. El azul de Prusia Perls se usa comúnmente en los aspirados de médula ósea para indicar los niveles de almacenamiento de hierro  y puede proporcionar evidencia confiable de deficiencia de hierro.

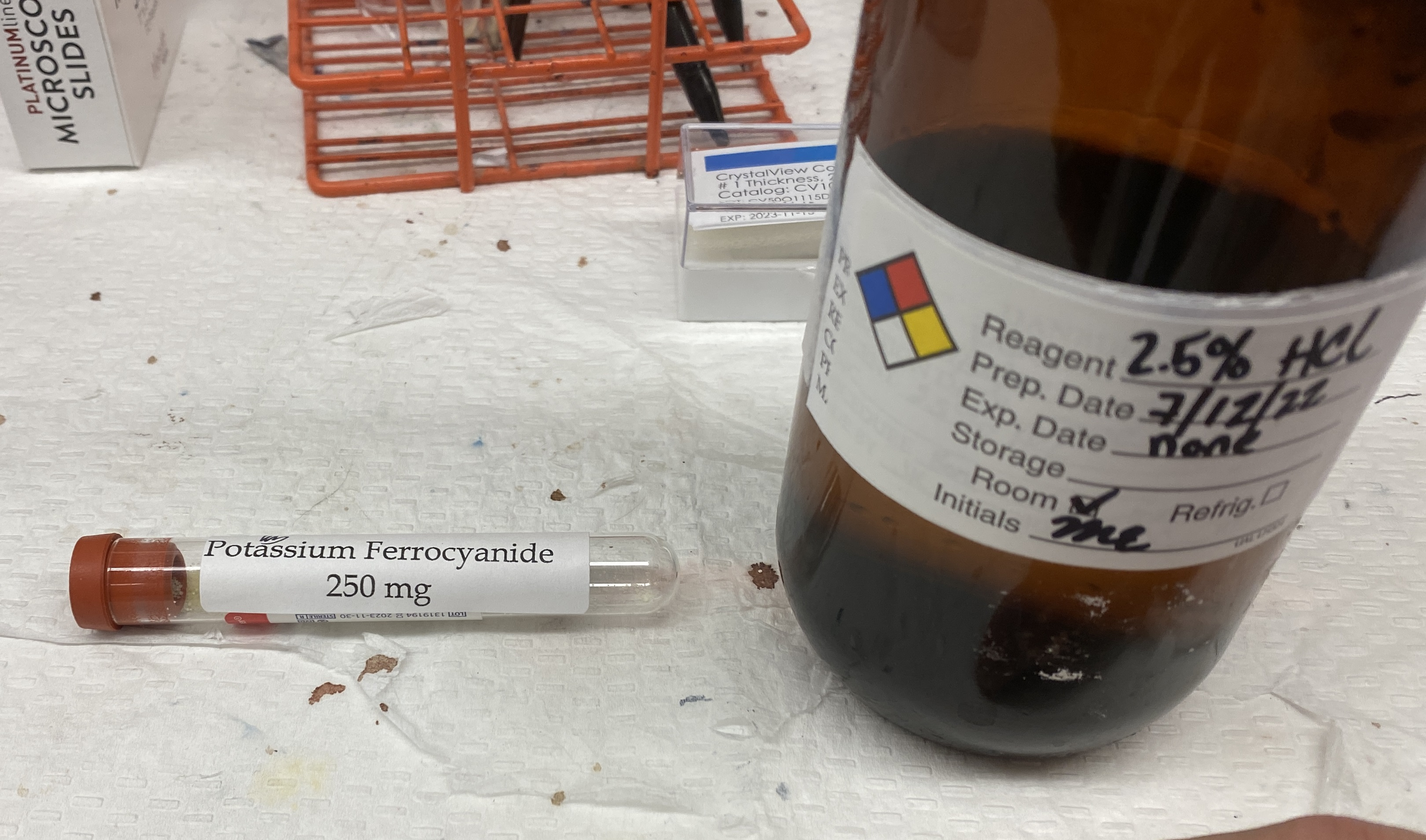
Componentes del azul de Prusia Perls: ferrocianuro de potasio y ácido clorhídrico.

Perls no publicó un procedimiento detallado aparte de indicar que aplicó una solución diluida de ferrocianuro de potasio al tejido seguida de ácido clorhídrico. Los depósitos de hierro férrico presentes en el tejido (existentes principalmente como hierro férrico dentro de la proteína de almacenamiento ferritina ) luego reaccionan con el ferrocianuro soluble de la tinción para formar el pigmento azul de Prusia insoluble (una compuesto complejo de ferrocianuro férrico hidratado). Estos depósitos se pueden visualizar microscópicamente como precipitados azules o morados.
Se han publicado muchos métodos que describen como realizar variantes de la tinción de azul de Prusia de Perls para hierro, Drury y Wallington (1980) dan un protocolo que usa una mezcla de 1 parte de ácido clorhídrico al 2% y 1 parte de ferrocianuro de potasio al 2% que se aplica al corte histológico durante 20 a 30 minutos, seguido de un enjuague con agua destilada y la aplicación de una contratinción como eosina, safranina o rojo neutro.

## Mecanismo de acción

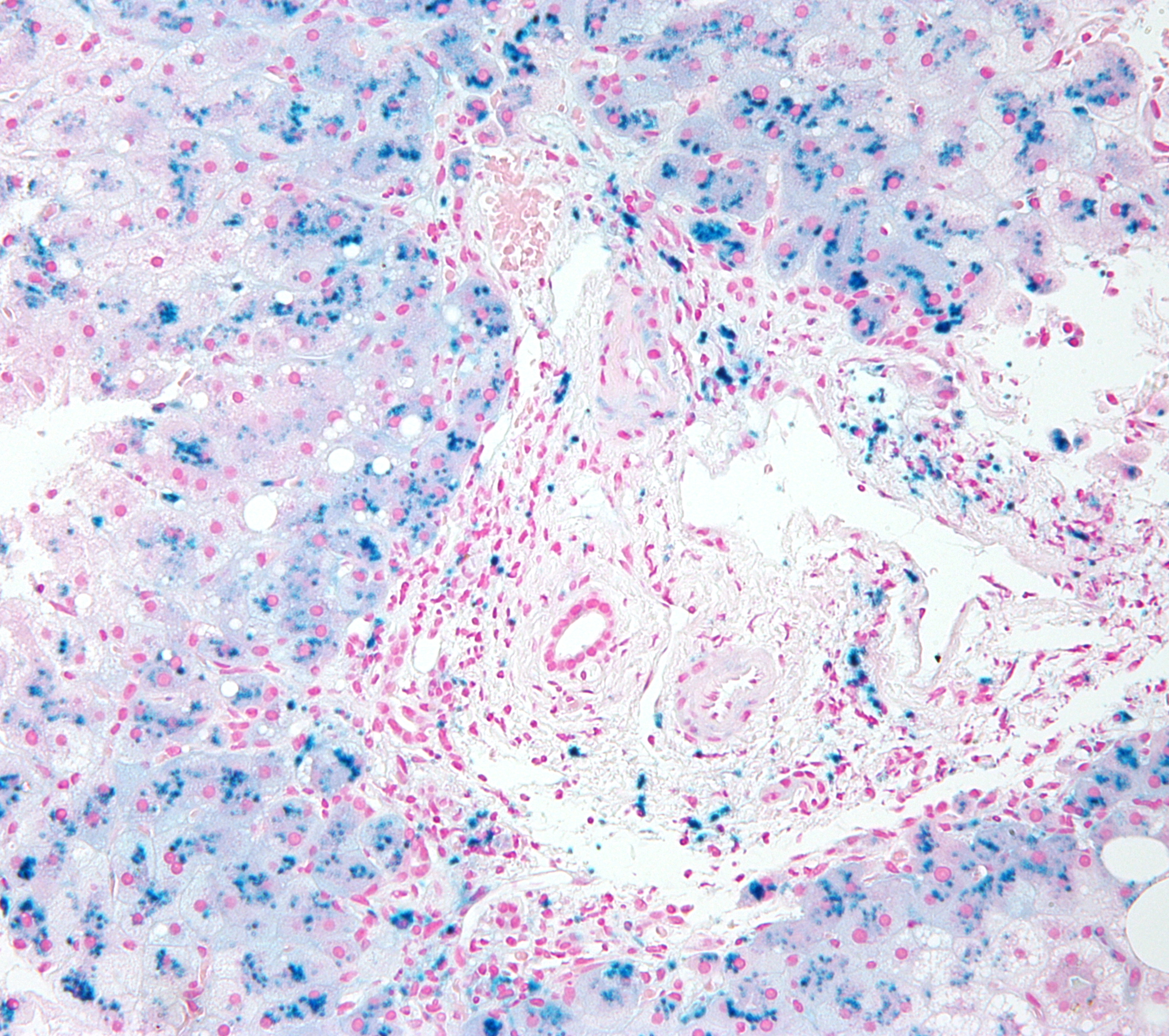
Sección de biopsia hepática teñida con azul de Prusia de Perls que muestra hemosiderosis

El ferrocianuro de potasio en la solución de tinción se combina con el hierro férrico formando el pigmento azul de Prusia. La adición de ácido clorhídrico aumenta la disponibilidad de hierro dentro del tejido para reaccionar con el ferrocianuro de potasio.  La reacción química para la conversión de hierro en azul de Prusia se proporciona a continuación en Drury y Wallington  (1980):

4FeCl
3 + 3K
4Fe(CN)
6 → Fe
4[Fe(CN)
6]
3 + 12KCl